# Phare de Lorain Harbor (est)

Le phare de Lorain Harbor (est) (en anglais : Lorain East Breakwater Light), est un phare situé sur le brise-lames est du port de Lorain sur la rive du lac Érié dans le comté d'Erie, Ohio.

## Historique
Le phare a été construit en 1965 pour remplacer celui de 1917. Il n'est accessible qu'en bateau.

## Description
Le phare  est une tour carrée en acier de 16,5 m de haut, s'élevant d'un abri carré en béton en bout de brise-lames. Le bâtiment en peint en blanc avec une garniture verte.
Il émet, à une hauteur focale de 18 m, un bref éclat blanc  de 0.6 seconde par période de 6 secondes. Sa portée est de 10 milles nautiques (environ 19 km). Il est équipé d'une corne de brume émettant un souffle toutes les 30 secondes.

## Caractéristiques dufeu maritime
Fréquence : 6 secondes (W)
- Lumière : 0.6 seconde
- Obscurité : 5.4 secondes

Identifiant : ARLHS : USA-1037 ; USCG : 7-4320 .

### Lien connexe
- Liste des phares de l'Ohio